# Vernonina
Vernonina es un género de foraminífero bentónico de la Subfamilia Eponidinae, de la Familia Eponididae, de la Superfamilia Discorboidea, del Suborden Rotaliina y del Orden Rotaliida. Su especie-tipo es Vernonina tuberculata. Su rango cronoestratigráfico abarca desde el Bartoniense (Eoceno medio) hasta el Priaboniense (Eoceno superior).

## Clasificación
Vernonina incluye a las siguientes especies:
- Vernonina dorreeni †
- Vernonina gravida †
- Vernonina tuberculata †